# NGC 1357
NGC 1357 је спирална галаксија у сазвежђу Еридан која се налази на NGC листи објеката дубоког неба.
Деклинација објекта је - 13° 39' 52" а ректасцензија 3h 33m 17,1s. Привидна величина (магнитуда) објекта NGC 1357 износи 11,6 а фотографска магнитуда 12,4. Налази се на удаљености од 24,7000 милиона парсека од Сунца. NGC 1357 је још познат и под ознакама MCG -2-10-1, IRAS 03309-1349, PGC 13166.